# Kōsuke Kitajima
Kōsuke Kitajima (jap. 北島 康介 Kitajima Kōsuke; Tokio, 22. rujna 1982.) je japanski plivač.

## Vanjske poveznice
- Profil na swimrankings.net